# Lasioglossum rotaense
Lasioglossum rotaense är en biart som först beskrevs av Cockerell 1942.  Lasioglossum rotaense ingår i släktet smalbin, och familjen vägbin. Inga underarter finns listade i Catalogue of Life.